# Carrières de Castelculier
Carrières de Castelculier este o arie protejată (sit de importanță comunitară — SCI) din Franța întinsă pe o suprafață de 26,42 ha, integral pe uscat.

## Localizare
Centrul sitului Carrières de Castelculier este situat la coordonatele 44°10′39″N 0°42′23″E / 44.17748°N 0.70638°E.

## Înființare
Situl Carrières de Castelculier a fost declarat arie specială de conservare în baza directivei 92/43 din 1992 referitoare la conservarea habitatelor naturale și a faunei și florei sălbatice pentru a proteja 8 specii de animale.

## Biodiversitate
Situată în ecoregiunea atlantică, aria protejată conține 1 habitat natural: Peșteri inaccesibile publicului.
La baza desemnării sitului se află mai multe specii protejate de  mamifere (8): liliac cârn (Barbastella barbastellus), liliac cu aripi lungi (Miniopterus schreibersii), liliac cu urechi mari (Myotis bechsteinii), liliac cu urechi de șoarece (Myotis blythii), liliac comun (Myotis myotis), liliacul mediteranean cu potcoavă (Rhinolophus euryale), liliacul mare cu potcoavă (Rhinolophus ferrumequinum), liliacul mic cu potcoavă (Rhinolophus hipposideros).